# Herrera en la onda
Herrera en la onda fue un programa de radio matutino presentado y dirigido por Carlos Herrera que transmitió la emisora española Onda Cero. Estaba dedicado a la actualidad, el debate político y el humor. En 2015, Carlos Herrera pasó a conducir el programa Herrera en COPE, con un formato similar.
En un principio Herrera y punto empezaba a las 4 de la tarde hasta las 8. Con la salida de Luis del Olmo de Onda Cero, Carlos Herrera pasó a dirigir el magacín matinal desde las seis de la mañana, cambiando su denominación a Herrera en la Onda desde el 6 de septiembre de 2004.
El programa terminó el 27 de marzo de 2015, unos meses antes de terminar contrato, para dar paso al programa Más de uno, presentado por Carlos Alsina y Juan Ramón Lucas.

## Estructura del programa
Este programa empezaba las 6 de la mañana y acababa a las 12:30. Se estructuraba de la siguiente manera:
- De 6:00 a 8:20, resumen la actualidad, entrevistas y un resumen de prensa, acompañado todo ello por la opinión de Carlos Herrera. A las 7:20, desconexión de información regional.
- De 8:20 a 8:30, desconexión de información local y regional.
- De 8:30 a 10:00, tertulia política y de actualidad, en la que entre 3 y 5 tertulianos, además de Carlos Herrera, conversan y debaten.
- Las 10:00 es la hora de los fósforos, en la que sobre un tema, habitualmente cómico o divertido, los oyentes llaman por teléfono y cuentan sus experiencias. Los viernes se dedica a la gastronomía.
- De 11:00 a 11:30 aproximadamente, interviene Josemi Rodríguez-Sieiro, que en tono de humor comenta sus fiestas, bodas y demás encuentros sociales, además de atender preguntas sobre modales, comportamiento y relaciones sociales.
- Hasta las 12:00, dependiendo del día, acuden otros colaboradores para hablar de cine (Rafael Fernández Martín), teatro (Juanjo Cardenal), literatura (Agapito Maestre), crónica rosa (Enrique de Miguel), rock (J.F. León), etc. Carlos Latre conversa con otros colaboradores con sus imitaciones.
- La última media hora incluye más humor y, entre otras cosas, la lectura de los correos electrónicos y los mensajes del contestador del programa.

## Equipo y colaboradores
Entre otros destacan:
- Carlos Herrera, director del programa
- José Antonio Naranjo
- Lorenzo Díaz (El mítico Llorens), sociólogo y colaborador de Herrera de 10:00 a 12:30.
- Begoña Gómez de la Fuente, sustituta de Carlos Herrera.
- Marisol Parada, coordinadora de producción.
- Josemi Rodríguez-Sieiro.
- Enrique de Miguel.
- Beatriz Ramos Puente, encargada del contacto con los oyentes.
- Rosa Ana Güiza, encargada del contestador.
- Jesús Melgar, conductor de la sección "La Webería".
- Justino Sinova.
- J.F. León.
- Carlos Latre.

Contertulios:
- Ignacio Camacho.
- Pilar Cernuda.
- Carmen Gurruchaga.
- Antxón Urrosolo.
- José Antonio Gómez Marín
- José María Fidalgo.
- Joaquín Leguina.
- José María Calleja.
- José Antonio Vera.
- Fernando Ónega.
- José Oneto.
- Casimiro García-Abadillo.
- Antonio Casado.
- José Luis Alvite.
- Nicolás Redondo Terreros.
- Arcadi Espada.
- Anabel Díez.
- Carlos Rodríguez Braun, también realiza el resumen de la prensa económica.
- Miguel Ángel Rodríguez.
- Iñaki Ezquerra.
- Enric Juliana.
- Albert Montagut.
- Paco Reyero.
- Justino Sinova.
- Raúl del Pozo.
- Francisco Rosell.
- Javier Caraballo.
- Amando de Miguel.
- Pepe Barroso.
- Antonio García Barbeito.
- Rafael Fernández Martín, también columnista.

### Colaboradores anteriores
- Carmen Martínez Castro.
- Amparo Rubiales.
- Fernando Jáuregui.
- Gustavo de Arístegui.
- Marivi Fernández-Palacios.
- Matías Antolín, defensor del oyente.
- Hermann Tertsch, contertulio (2007-2008).
- Juan Pedro Valentín, contertulio (2007-2008).
- Alfredo Urdaci, contertulio (2007-2009).
- Ángela Vallvey.
- Fernando González Urbaneja.
- Román Cendoya.

## Realizadores técnicos
- José Ángel Belda, desde Madrid.
- Eduardo Ruiz Milla, desde Sevilla, ubicación desde donde normalmente se realiza el programa y donde mantiene su residencia Carlos Herrera.

## Losfósforos
De 10 a 11, está la llamada hora de los fósforos, donde según el tema expuesto, los oyentes divulgan sus hazañas divertidas o bien sobre un hecho repentino que ocurrió ese día (aunque siempre suelen ser graciosas).
Todos los viernes de 4 a 6 de la madrugada, se emite el programa La fosforera, con Rocío Santos, en el cual se repasan todas las llamadas de la semana.
El vocablo fósforo es debido a una equivocación de una oyente, que en vez de decir "Carlos, yo soy una forofa suya...", dijo "Carlos, yo soy una fósfora suya..."

## Audiencias
El espacio inició su andadura con una audiencia de 1.246.000 oyentes, por detrás de Hoy por hoy, de la Cadena SER, con Iñaki Gabilondo y La mañana de la COPE, con Federico Jiménez Losantos.
En 2007 se alza con la segunda posición, desplazando a la COPE. Posición que conservaría hasta el fin de las emisiones.
En la última oleada del Estudio General de Medios que se publicó, la correspondiente a 2014, el programa se situó segundo en las preferencias de los oyentes de su franja horaria, con 2.001.000 oyentes, solo por detrás de Hoy por hoy.